# چاوژو ۵۲۱۷
سیارک ۵۲۱۷ (به انگلیسی: 5217 Chaozhou، نامگذاری:1966CL) پنج هزار و دویست و هفدهمین سیارک کشف شده‌است که در ۱۳ فوریه ۱۹۶۶ کشف شد.